# کالوانیچو
کالوانیچو (به ایتالیایی: Calvanico) یک کومونه در ایتالیا است که در استان سالرنو واقع شده‌است.

## خصوصیات
کالوانیچو ۱۴ کیلومترمربع مساحت و ۱٬۵۳۳ نفر جمعیت دارد و ۶۰۰ متر بالاتر از سطح دریا واقع شده‌است.

## خواهرخوانده
شهر Gresse-en-Vercors خواهرخواندهٔ کالوانیچو هست.